# Presbistus asymmetricus
Presbistus asymmetricus is een wandelende tak uit de familie Aschiphasmatidae. De wetenschappelijke naam van deze soort is voor het eerst voorgesteld door Ermanno Giglio-Tos in een publicatie uit 1910.

## Verspreiding
De soort komt voor op Sumatra.

## Ondersoorten
- Presbistus asymmetricus asymmetricus (Giglio-Tos, 1910)
- Presbistus asymmetricus viridialatus Seow-Choen, 2020